# Burkina Faso op de Olympische Zomerspelen 1988
Burkina Faso nam deel aan de Olympische Zomerspelen 1988 in Seoul, Zuid-Korea. Het was de eerste deelname van het West-Afrikaanse land aan de Zomerspelen, nadat het zestien jaar eerder onder de naam Opper-Volta had geacteerd bij de Olympische Zomerspelen in München.

## Deelnemers en resultaten
(m) = mannen, (v) = vrouwen 

### Atletiek
| Olympiër           | Discipline       | Resultaat | Prestatie                                         |
| ------------------ | ---------------- | --------- | ------------------------------------------------- |
| Harouna Pale       | 100m (m)         | 66e       | serie 13: 5de in 10,76                            |
| Alexandre Yougbare | 100m (m)         | 75e       | serie 3: 7de in 10,90                             |
| Harouna Pale       | 200m (m)         | 33e       | serie 1: 3de in 21,33 kwartfinale 2: 7de in 21,35 |
| Alexandre Yougbare | 200m (m)         | 59e       | serie 9: 4de in 22,14                             |
| Cheick Seynou      | hoogspringen (m) | DNF       | kwalificatie groep B: geen geldige poging         |
|                    |                  |           |                                                   |
| Mariama Ouiminga   | 100m (v)         | 62e       | serie 6: 8ste in 12,62                            |
| Mariama Ouiminga   | 200m (v)         | 55e       | serie 1: 7de in 26,08                             |

### Boksen
| Olympiër         | Discipline | Resultaat | Prestatie |
| ---------------- | ---------- | --------- | --- |
| Moussa Kagambega | -57kg (m)  | 17e       | 1ste ronde: vrij 2de ronde: V van VEN Catari: knock-out                                                                                  |
| Sounaila Sagnon  | -71kg (m)  | 9e        | 1ste ronde: vrij 2de ronde: W van UGA Waigo: scheidsrechterlijke beslissing 3de ronde: V van URS Zaytsev: scheidsrechterlijke beslissing |

Afghanistan · Algerije · Amerikaanse Maagdeneilanden · Amerikaans-Samoa · Andorra · Angola · Antigua en Barbuda · Argentinië · Aruba · Australië · Bahama’s · Bahrein · Bangladesh · Barbados · België · Belize · Benin · Bermuda · Bhutan · Birma · Bolivia · Bondsrepubliek Duitsland · Botswana · Brazilië · Britse Maagdeneilanden · Brunei · Bulgarije · Burkina Faso · Canada · Centraal-Afrikaanse Republiek · Chili · China · Chinees Taipei · Colombia · Congo-Brazzaville · Cookeilanden · Costa Rica · Cyprus · Denemarken · Djibouti · Dominicaanse Republiek · Duitse Democratische Republiek · Ecuador · Egypte · El Salvador · Equatoriaal-Guinea · Fiji · Filipijnen · Finland · Frankrijk · Gabon · Gambia · Ghana · Grenada · Griekenland · Groot-Brittannië · Guam · Guatemala · Guinee · Guyana · Haïti · Honduras · Hongarije · Hongkong · Ierland · IJsland · India · Indonesië · Irak · Iran · Israël · Italië · Ivoorkust · Jamaica · Japan · Joegoslavië · Jordanië · Kaaimaneilanden · Kameroen · Kenia · Koeweit · Laos · Lesotho · Libanon · Liberia · Libië · Liechtenstein · Luxemburg · Malawi · Malediven · Maleisië · Mali · Malta · Marokko · Mauritanië · Mauritius · Mexico · Monaco · Mongolië · Mozambique · Nederland · Nederlandse Antillen · Nepal · Nieuw-Zeeland · Niger · Nigeria · Noord-Jemen · Noorwegen · Oeganda · Oman · Oostenrijk · Pakistan · Panama · Papoea-Nieuw-Guinea · Paraguay · Peru · Polen · Portugal · Puerto Rico · Qatar · Roemenië · Rwanda · Saint Vincent en de Grenadines · Salomonseilanden · Samoa · San Marino · Saoedi-Arabië · Senegal · Sierra Leone · Singapore · Soedan · Somalië · Sovjet-Unie · Spanje · Sri Lanka · Suriname · Swaziland · Syrië · Tanzania · Thailand · Togo · Tonga · Trinidad en Tobago · Tsjaad · Tsjecho-Slowakije · Tunesië · Turkije · Uruguay · Vanuatu · Venezuela · Verenigde Arabische Emiraten · Verenigde Staten · Vietnam · Zaïre · Zambia · Zimbabwe · Zuid-Jemen · Zuid-Korea · Zweden · Zwitserland